# Michael Reiner
Michael Karl Reiner (* 10. Mai 1985 in Friesach) ist ein österreichischer Politiker der Freiheitlichen Partei Österreichs (FPÖ). Seit dem 13. April 2023 ist er Abgeordneter zum Kärntner Landtag.

## Leben

### Ausbildung und Beruf
Michael Reiner besuchte die Höhere Technische Bundeslehr- und Versuchsanstalt Villach, wo er 2004 maturierte. An den Grundwehrdienst anschließend begann er an der Fachhochschule Kärnten ein Studium der Medizintechnik, welches er 2008 als Bachelor abschloss. Darauf aufbauend absolvierte er noch das Studium Health Care IT, das er mit einer Diplomarbeit zum Thema Cell deformation description with Spherical Harmonics 2011 als Diplom-Ingenieur beendete.
Schon während seiner Studienzeit war er als Studienassistent an der FH Kärnten tätig. Nach dem Abschluss des Studiums wurde er 2011 ebendort Wissenschaftlicher Mitarbeiter für Informationstechnologie, seit 2018 ist er als Lektor tätig.

### Politik
Reiner ist seit 2009 Mitglied des Gemeinderats von Deutsch-Griffen, von 2012 bis 2015 als Vizebürgermeister im Gemeindevorstand. 2015 wurde er zum damals jüngsten Bürgermeister Kärntens in seiner Heimatgemeinde gewählt. Er ist zusätzlich als Kammerrat der Arbeiterkammer Kärnten tätig, wurde 2020 zum Bezirksparteiobmann der FPÖ St. Veit an der Glan, sowie 2021 zum Stellvertretenden Landesparteiobmann der FPÖ Kärnten gewählt.
Bei der Landtagswahl 2023 kandidierte er als Kandidat im Landtagswahlkreis 2, welcher die Bezirke Sankt Veit an der Glan, Völkermarkt und Wolfsberg umfasst,  an der 5. Stelle. Da er hierüber kein Mandat erringen konnte, wurde er über die Landesliste in den Landtag Kärntens gewählt. Am 13. April 2023 wurde er in der konstituierenden Sitzung der XXXIII. Gesetzgebungsperiode als Abgeordneter zum  Kärntner Landtag angelobt.

### Privates
Reiner ist verheiratet und Vater zweier Söhne.